# Jean-Pierre Abossolo-Ze
Jean-Pierre Abossolo-Ze, född 18 december 1956, är en friidrottare från Kamerun. Han deltog vid olympiska sommarspelen 1984.